# Схиблені на вині. Мандрівка у вишуканий світ сомельє
Схиблені на вині. Мандрівка у вишуканий світ сомельє (англ. Cork Dork: A Wine-Fueled Adventure Among the Obsessive Sommeliers, Big Bottle Hunters, and Rogue Scientists Who Taught Me to Live for Taste by Bosker) - книжка журналістки Б‘янки Боскер, бестселер New York Times, книга року за версією NPR, Fortune, Smithsonian, Bustle, Minneapolis Star-Tribune, Booklist. Вперше опублікована 28 березня 2017 року видавництвом Penguin Books. В 2018 році перекладена українською видавництвом «Наш формат» (перекладач - Ганна Руль).

## Історія створення
Професійна журналістка Б‘янка Боскер ніколи не знала багато про вино, поки не зіштовхнулась з іншою реальністю - світом, де царюють смаки, де люди всього після одного ковтка можуть визначити сорт винограду, рік розливу, складні смакові якості напою та навіть локацію виноградників.  [Архівовано 20 січня 2018 у Wayback Machine.]
Як і більшість з нас, автор розглядала вино як спосіб розвіятись в кінці напруженого робочого дня або просто доповнення до хорошої вечері, але не більше. Працювавши виконавчим технічним редактором газети The Huffington Post, їй випав шанс познайомитись з чоловіком, який готувався до світових змагань серед найкращих сомельє. Допитливість Б‘янки змусила її з головою поринути в світ вина та навіть осилити мистецтво справжнього сомельє, чим вона і ділиться з нами в своїй книзі. 

## Огляд книги
«Схиблені на вині» - це авантюрна спроба автора стати частинкою клубу одержимих любов’ю до вина, мисливців за пляшками та людей, які навчають жити заради смаку.
Те, що ми бачимо на вітринах винних магазинів - тільки невеличка частина винного світу, а от чого коштує присвятити своє життя цьому напою, поринути в погоню за найвишуканішими смаками - зовсім інше питання.
Повна безмежного інтересу, гумору та, озброївшись здоровою дозою скептицизму, Боскер відкриває читачу завісу дегустаційних підвалів, ексклюзивних ресторанів Нью-Йорка, каліфорнійських виноробних заводів, націлених на мас-маркет, таїнство виробництва шляхетного напою.
Захопившись запалом і, здавалось би, надлюдськими відчуттями сомельє, вона вирішує розкрити секрети їхньої одержимості і дізнатись чи їй самій вдасться коли-небудь досягти їхньої майстерності.
Кожен розділ книги наповнить процес читання новими барвами та смаками. Та все ж основним залишається питання: що таке хороше вино та чому нам потрібно бути обізнаними в цьому?  [Архівовано 5 серпня 2019 у Wayback Machine.]
Книжка змінить ваш підхід до вживання цього благородного напою. Для початківців винної справи вона стане захоплюючим закулісним туром в світ вина.  [Архівовано 12 жовтня 2018 у Wayback Machine.]

## Переклад укр.
- Боскер, Б‘янка. Схиблені на вині. Мандрівка у вишуканий світ сомельє / пер.Ганна Руль. К.: Наш формат, 2018 - с.344. - ISBN 978-617-7552-81-8